# Municipio de Mazeppa (Minnesota)
El municipio de Mazeppa (en inglés, Mazeppa Township) es un municipio del condado de Wabasha, Minnesota, Estados Unidos. Tiene una población estimada, a mediados de 2022, de 654 habitantes.
Abarca una zona exclusivamente rural.

## Geografía
Está ubicado en las coordenadas 44°14′13″N 92°30′14″O / 44.23694, -92.50389. Según la Oficina del Censo de los Estados Unidos, tiene una superficie total de 57.1 km², de la cual 55.8 km² corresponden a tierra firme y 1.3 km² están cubiertos por agua.

## Demografía
Según el censo de 2020, en ese momento había 646 personas residiendo en la zona. La densidad de población era de 11.6 hab./km². El 96.9 % de los habitantes eran blancos, el 0.3 % eran asiáticos, el 0.8 % eran de otras razas y el 2.0 % eran de una mezcla de razas. Del total de la población, el 0.9 % eran hispanos o latinos de cualquier raza.